# IC 2281
IC 2281 ist ein Stern im Sternbild Cancer. Das Objekt wurde am 13. Februar 1901 von Max Wolf entdeckt und fälschlicherweise in den Index-Katalog aufgenommen.